# Gotita de gente
Gotita de gente es una telenovela mexicana, segunda historia infantil producida por Valentín Pimstein para Televisa y transmitida en 1978. Fue protagonizada por Graciela Mauri, Liliana Abud y Jorge Ortiz de Pinedo, con las actuaciones antagónicas de Leticia Perdigón y Mercedes Pascual.
Es una adaptación de la telenovela brasileña "Pingo de gente" original de Raimundo Lopes, adaptada por Luis Reyes de la Maza.

## Argumento
La pequeña Ana María es arrebatada a pocos días de nacer de los brazos de su madre Martha, una joven de sociedad, y es llevada a un orfanato ubicado en el pueblo de San Juan del Río. Nueve años después la niña, cansada de los malos tratos que ha recibido en el lugar, se escapa y se esconde en un camión que la lleva a Ciudad de México, a una vecindad donde vive el joven Juan Bautista Martínez, quien encuentra a la niña durmiendo a la intemperie. Juan se la lleva a su departamento para que duerma en un lugar más cálido. A la mañana siguiente cuando Ana María despierta, y temerosa de tener que volver al orfanato, les dice a todos los vecinos que Juan es su padre, él en un principio lo niega pero dada la presión de sus vecinos decide ceder. La lleva a una delegación pero no consigue solucionar el problema, por lo que decide quedarse con la niña unos días hasta que le den una solución favorable. Pero Juan Bautista empieza a encariñarse con la niña, y ella con él. Pero Sofía, una vecina maliciosa que está enamorada de Juan avisa a una trabajadora social para que se haga cargo del caso, ésta resulta ser Martha, la verdadera madre de Ana María. Sin saber el vínculo que las une, Martha también se encariña con la niña y quiere quedarse con ella, en parte también para suplir el vacío que le produce no tener a su hija junto a ella. Pero Juan Bautista no quiere dejarle a la niña y entabla una batalla legal para pelear por su custodia, sin sospechar que se terminará enamorando de Martha y ella le corresponderá.

## Elenco
- Graciela Mauri - Ana María
- Liliana Abud - Martha Rivera Valdés
- Jorge Ortiz de Pinedo - Juan Bautista Martínez
- Leticia Perdigón - Sofía
- Alicia Rodríguez - Doña Margarita
- Raúl "Chato" Padilla - Tacho
- Mercedes Pascual - Doña Carlota
- Martha Ofelia Galindo - Teresa
- Juan Verduzco - Eugenio
- Sergio Ramos "El Comanche" - Clodomiro
- Estela Chacón - Hermana Marcela
- Jorge Mateos - José
- Rafael del Río - Flavio
- María Idalia
- Pancho Müller
- Angelines Fernández - Patricia
- Rafael Banquells

## Versiones
- Gotita de gente está basada en la telenovela brasileña Pingo de gente, escrita por Raimundo López, dirigida por José Luis Pinho y producida por TV Record en 1971.
- En 1998 Televisa realizó otra versión, Gotita de amor producida por Nicandro Díaz, dirigida por Karina Duprez y Arturo García Tenorio y protagonizada por Laura Flores y Alex Ibarra con la participación infantil de Andrea Lagunes.